# Roksana (córka Heroda Wielkiego)
Roksana (ur. ok. 15 p.n.e.) - królewna żydowska.
Była jednym z najmłodszych dzieci Heroda Wielkiego, króla Judei. Pochodziła z jego małżeństwa z Fedrą. Przypuszcza się, że imię mogła otrzymać po swojej babce ze strony matki.
W chwili śmierci ojca w 4 p.n.e. Roksana i jej siostra Salome II były jedynymi niezamężnymi córkami Heroda. Później Roksana na polecenie rzymskiego cesarza Oktawiana Augusta poślubiła swojego brata stryjecznego - nieznanego z imienia syna Ferorasa. Otrzymała też od rzymskiego władcy 250 000 sztuk srebra.
Dalsze losy Roksany są nieznane. Zmarła bezpotomnie.